# Herminium ophioglossoides
Herminium ophioglossoides es una especie de orquídea terrestre perteneciente a la familia Orchidaceae endémica de Sichuan y Yunnan en China.

## Fuente
- China Plant Specialist Group 2004.  Herminium ophioglossoides.   2006 IUCN Red List of Threatened Species.   Bajada el 21-08-07.